# Jermain Bridgewater
Jermain Michael Lionell Bridgewater, artiestennaam Jermain Bridgewater (Oranjestad, 29 januari 1984), is een Nederlandse rapper van Arubaanse afkomst.

## Biografie
Bridgewater werd op Aruba geboren en kwam op zijn tweede met zijn moeder van Oranjestad naar Nederland. Hij startte in 2001 met rappen.
In de eerste jaren voerde hij de artiestennaam MC Jae Mel en sinds 2006 rapte hij met de Utrechtse hiphopformatie StropStrikkers. De groep werd bekend van nummers als Broodje Mario en Bedek je nek. Hun album viel meermaals in de prijzen, waaronder met de Utracks Award 2007 van het VPRO-programma 3voor12 en Clash of the Titans 2007.
In 2016 volgde hij een mastertraject bij het productieplatform De Coöperatie met enkele andere musici. In 2017 bracht hij zijn ep Take me to the bridge uit. Hij combineert de stijlen reggae, soul en gnawa met hiphop.